# Grimmia macrotheca
Grimmia macrotheca är en bladmossart som beskrevs av Mitten 1859. Grimmia macrotheca ingår i släktet grimmior, och familjen Grimmiaceae. Inga underarter finns listade i Catalogue of Life.